# Bramka (skała)

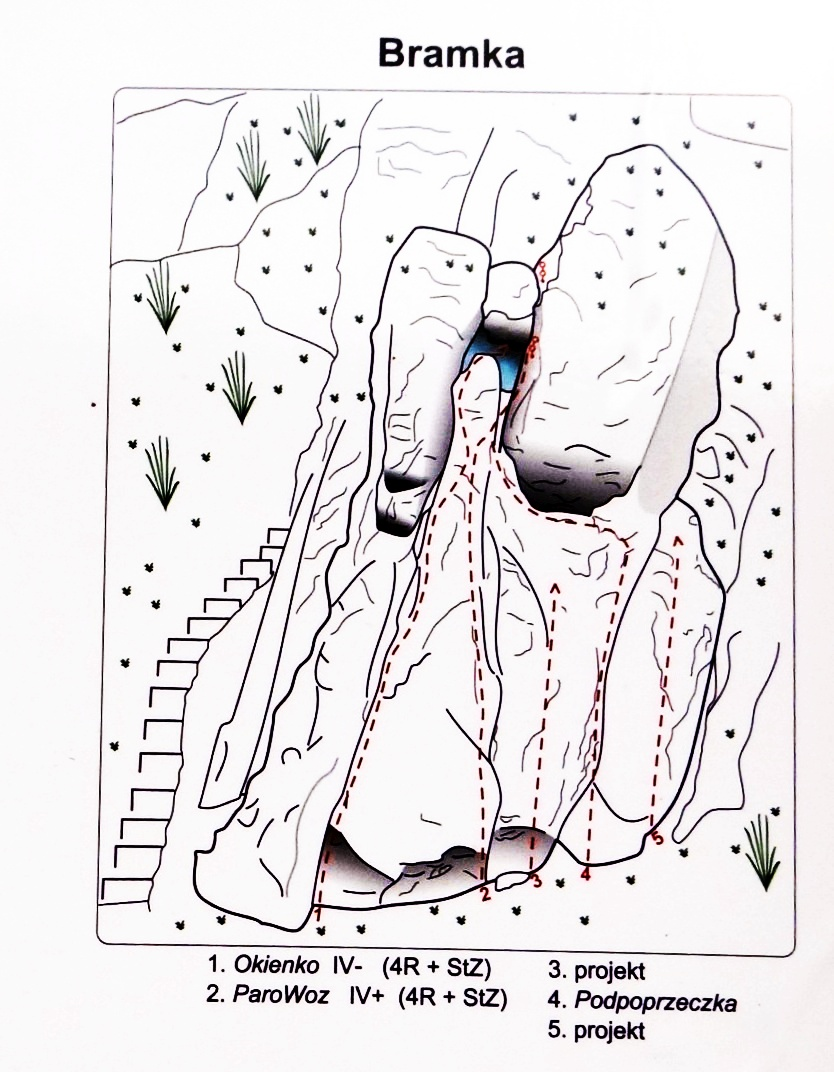
Skałoplan

Bramka – skała w miejscowości Dubie w województwie małopolskim, w powiecie krakowskim, w gminie Krzeszowice. Wznosi się u wylotu Doliny Racławki i Doliny Szklarki w grupie Skał nad Boiskiem. Pod względem geograficznym jest to obszar Wyżyny Olkuskiej.
Skały nad Boiskiem to przygotowany w 2019 roku staraniem fundacji Wspinka nowy rejon wspinaczkowy. Mają wystawę południowo-zachodnią i wznoszą się nad boiskiem sportowym. Obok, oprócz boiska sportowego znajduje się plac zabaw dla dzieci, niewielki parking oraz tablice ze skałoplanami. Zbudowana z twardych wapieni skała Bramka wznosi się po prawej stronie schodków prowadzących z boiska do podnóża skały Trybuna. Przygotowano na niej cztery łatwe drogi wspinaczkowe (o trudności około IV w skali Kurtyki). Mają pełną asekurację. Planowane są dwie dalsze drogi.

## Galeria

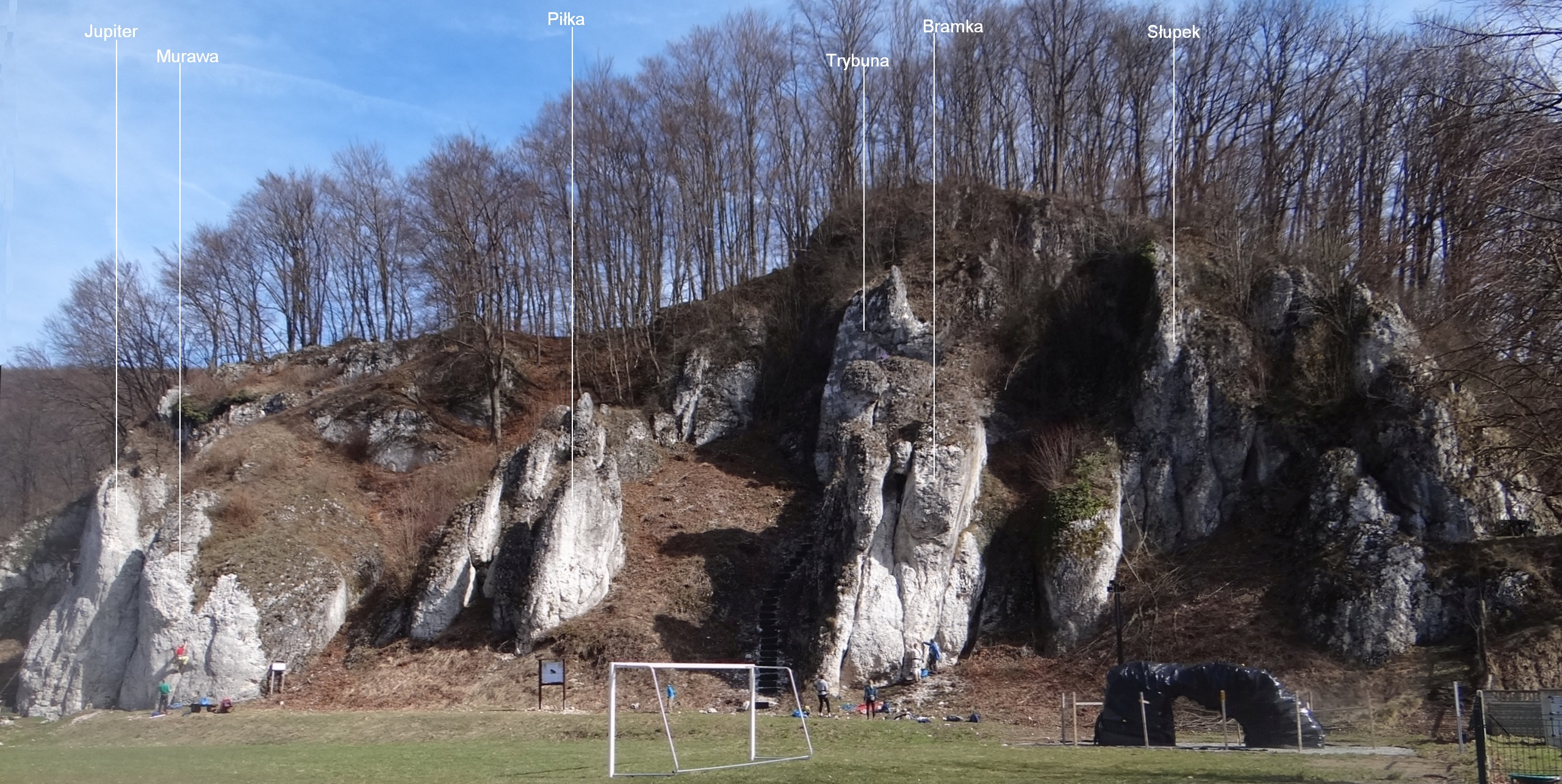
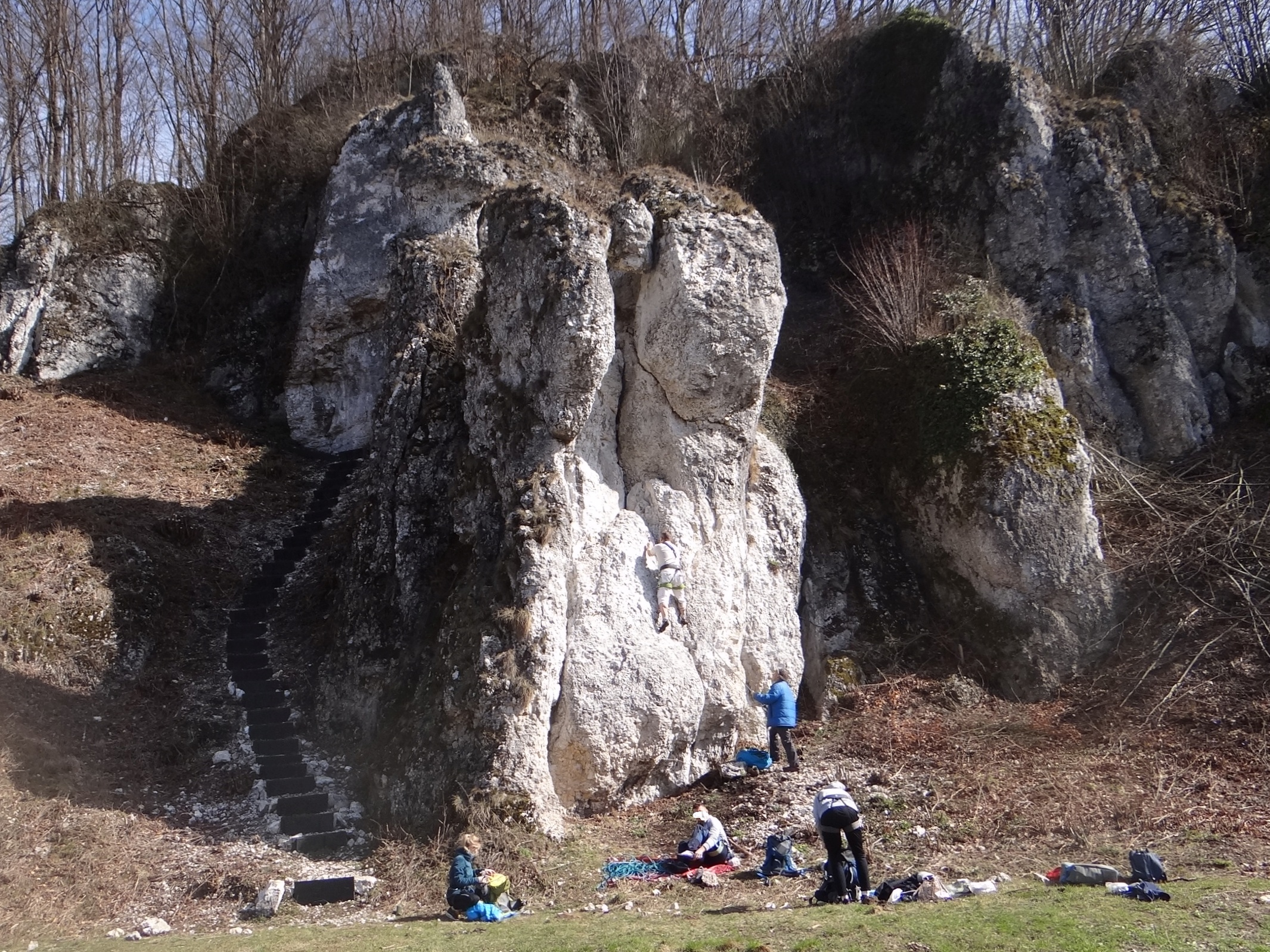
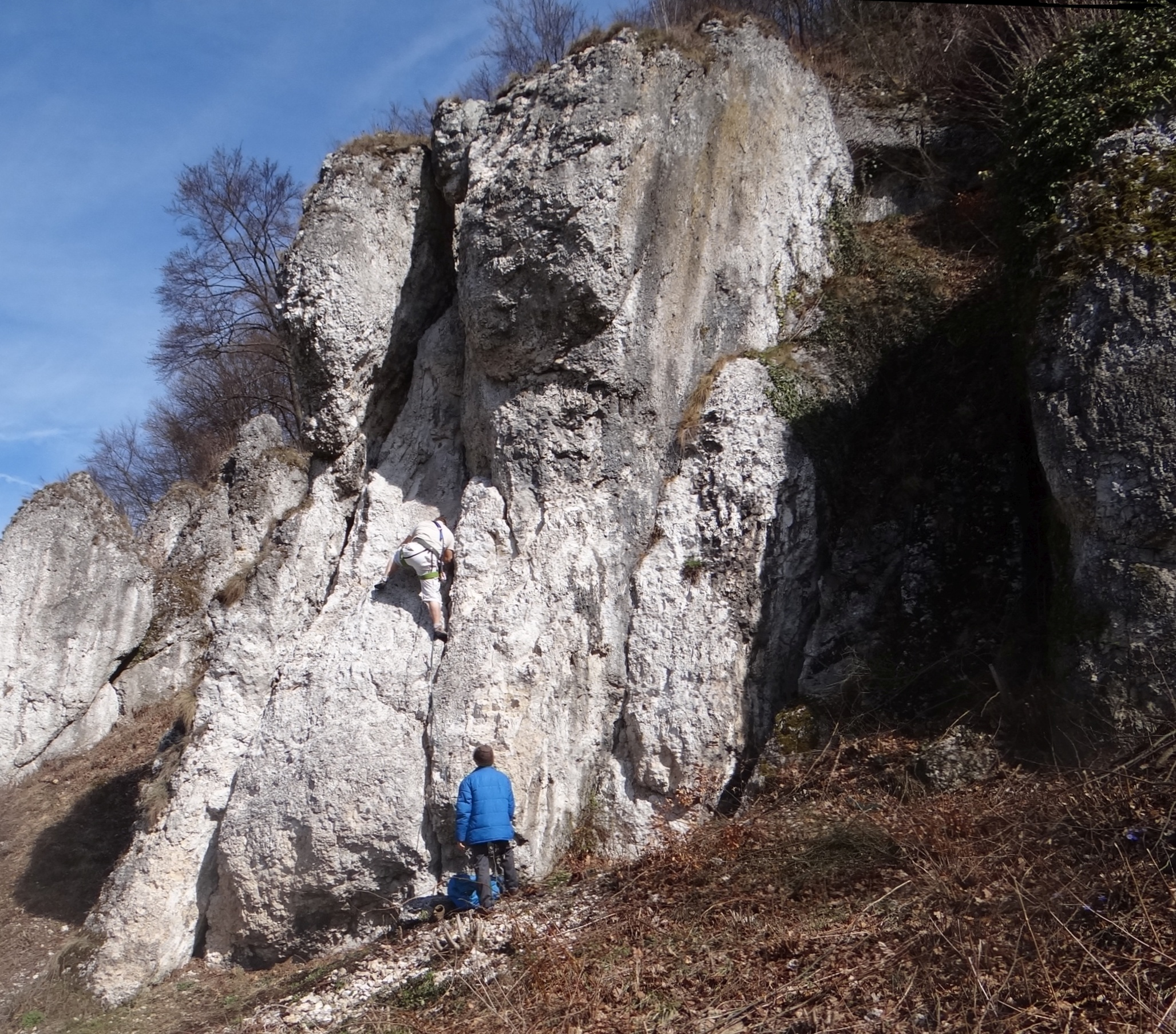

W grupie Skał nad Boiskiem w kolejności od lewej do prawej strony znajdują się skały: Jupiter, Murawa, Piłka, Trybuna, Bramka i Słupek.